# Panaeolus cinctulus
Espèce
Panaeolus cinctulus est une espèce de la famille des Galeropsidaceae ou des Bolbitiaceae.
Il est communément appelé banded mottlegill, weed Panaeolus, belted panaeolus. Il a pour synonymes Panaeolus subbalteatus, communément appelé « Subbs ». C'est un champignon à psilocybine très commun et largement distribué. D’après la naturaliste et mycologue américaine David Arora, Panaeolus cinctulus est le champignon à  psilocybine le plus connu en Californie.
Au début des années 1900, ces espèces ont été appelées « weed Panaeolus »(« mauvaises herbes Panaeolus ») parce qu’elles se trouvaient couramment dans les plates-bandes du champignon cultivé commercialement dans les épiceries et les épiceries. Les cultivateurs de champignons ont dû l’éliminer des champignons comestibles en raison de ses propriétés hallucinogènes.

## Systématique
Le nom correct complet (avec auteur) de ce taxon est Panaeolus cinctulus (Bolton) Sacc., 1887.
L'espèce a été initialement classée dans le genre Agaricus sous le basionyme Agaricus cinctulus Bolton, 1791.
Panaeolus cinctulus a pour synonymes :
- Agaricus cinctulus Bolton, 1791
- Agaricus fimicola var. cinctulus (Bolton) Cooke, 1883
- Coprinus cinctulus (Bolton) Gray, 1821
- Panaeolus fimicola var. cinctulus (Bolton) Rea, 1922

Ou selon Mycobank,
- Agaricus cinctulus Bolton (1791)
- Coprinus cinctulus (Bolton) Gray (1821)
- Agaricus fimicola var. cinctulus (Bolton) Cooke (1883)
- Panaeolus fimicola var. cinctulus (Bolton) Rea (1922)
- Agaricus subbalteatus Berk. & Broome (1861)
- Panaeolus subbalteatus (Berk. & Broome) Sacc. (1887)
- Panaeolus alveolatus Peck (1902)
- Panaeolus acidus Sumstine (1905)
- Campanularius semiglobatus Murrill (1911)
- Panaeolus semiglobatus (Murrill) Sacc. & Trottcr (1925)
- Panaeolus rufus Overh. (1916)
- Panaeolus variabilis Overh. (1916)
- Panaeolus venenosus Murrill (1916)
- Psilocybe vernalis Velen. (1921)
- Campanularius pumilus Murrill (1942)
- Panaeolus pumilus (Murrill) Murrill (1942)
- Panaeolus dunensis  Bon & Courtec (1983)

## Nom
Le descripteur subbalteatus vient des mots latins sub (un peu) et balteat (ceinturé), une référence à la bande extérieure sombre du chapeau

## Description
Le carpophore de 1,5–5,5 cm est hémisphérique à convexe lorsqu’il est jeune à muni d'une proéminence centrale ou plan en âge, lisse, hygrophane, brun cannelle lorsqu’il est humide, noir de suie lorsqu’il est mouillé qui disparaît lorsque le champignon se dessèche complètement. La bande extérieure est généralement plus foncée. La chair est brun cannelle à crème et fine.
Les lamelles sont adnées à adnexées, de couleur crème lorsqu’elles sont jeunes, plus tard marbrées de brun terne puis de noir. Leurs bords sont blancs et légèrement frangés, mais deviennent noirâtres à pleine maturité. Le pied mesure 2–10 cm de long, 2–9 mm d’épaisseur égale ou effilée aux extrémités, brun rougeâtre à blanchâtre, pruineux, creux, sans restes de voile, longitudinalement blanc-fibrilleux et blanc-poudré, strié à l’apex ou se tordant verticalement sur toute la longueur du stipe. La base du pied et le mycélium sont parfois colorés en bleu. La consistance est farineuse lorsqu’il est frais, le goût est salé lorsqu’il est séché. légèrement farineuse. Les spores de 11–16 x 7,5–10 x 6–9 μm sont lisses, elliptiques à rhomboïdes en vue de face, elliptiques en vue latérale, à paroi épaisse et de couleur noires.
Morphologiquement, Panaeolus cinctulus peut être facilement confondu avec d’autres espèces de champignons à psilocybine. Ils ont une ressemblance avec Panaeolus fimicola, et préfèrent les mêmes habitats, mais cette dernière espèce a des sulfures sur les faces branchiales.

## Habitat et formation
Panaeolus cinctulus est une espèce cosmopolite qui pousse solitaire à grégaire à cespittose (densément agglomérée) sur des tas de compost, des pelouses et des jardins bien fertilisés et, rarement, directement sur les excréments de cheval. Il pousse du printemps à l’automne. Il pousse abondamment après la pluie. Il peut être trouvé dans de nombreuses régions, y compris : Afrique (Afrique du Sud), Autriche,, Canada (Alberta, Colombie britannique, New Brunswick, Ile du Prince Edward, Ontario, Quebec, Nouvelle Ecosse), Danemark, Finlande, France, Allemagne,, Grande Bretagne, Guadeloupe, Estonie, Islande, Inde, Irlande, Italie, Corée du Sud, Japon, Mexique, Nouvelle Guinée, Nouvelle Zélande, Norvège, Philippines, Russie, Slovenie, Amérique du Sud (Argentine, Chili, Brésil) et les États-Unis (il est commun dans l'Oregon, l'Alaska, Washington, et les deux Nord et Californie du Sud, mais est également connu pour être présent dans les 50 États).
Il a également été aperçu à Melbourne, en Australie, dans le centre du Queensland, en Australie, en Belgique et en République tchèque.

## Législation
Le statut juridique des champignons à psilocybine varie dans le monde entier. La psilocybine et la psilocine sont répertoriées comme des drogues de classe A au Royaume-Uni ou à l'Annexe I aux États-Unis en vertu de la  Convention sur les substances psychotropes des Nations unies de 1971. La possession et l’utilisation de champignons à psilocybine, y compris le P. cinctulus, sont donc interdites par extension. Cependant, dans de nombreuses lois nationales, étatiques et provinciales sur les drogues, il existe une grande ambiguïté quant au statut juridique des champignons à psilocybine et des spores de ces champignons. Panaeolus cinctulus est légèrement psychoactif.

## Effets neurologiques
La psilocybine a une structure similaire à celle du neurotransmetteur sérotonine, qui est impliqué ou associé à la régulation de l’humeur, à l’appétit, au sommeil, à l’apprentissage et au système cardiovasculaire, entre autres. Ainsi, la psilocybine peut perturber les actions de la sérotonine, ce qui explique ses effets tels que l’agitation, l’augmentation du rythme cardiaque et l’incapacité à se concentrer,.
La baeocystine est un champignon à psilocybine et un analogue de la psilocybine. On le trouve en tant que composé mineur dans la plupart des champignons à psilocybine avec la psilocybine, la norbaeocystine et la psilocine. La baeocystine est un dérivé N-déméthylé de la psilocybine et un dérivé phosphorylé de la 4-HO-NMT (4-hydroxy-N-méthyltryptamine). La baeocystine produit des effets similaires, sinon presque identiques, à ceux de la psilocine.[réf. nécessaire]

## Galerie
| - Panaeolus cinctulus - Panaeolus cinctulus - Panaeolus cinctulus - Panaeolus cinctulus - Panaeolus cinctulus - Panaeolus cinctulus - Panaeolus cinctulus - Panaeolus cinctulus - empreinte formée de spores de Panaeolus cinctulus - spores de Panaeolus cinctulus |